# Seven Surrenders
Seven Surrenders é o segundo romance da tetralogia de ficção científica Terra Ignota, escrito pela autora norte-americana Ada Palmer. Foi publicado a 28 de novembro de 2017. Foi finalista do Prêmio Locus 2018 de Melhor Romance de Ficção Científica. É precedido por Too Like the Lightning (2016) e proseguido por The Will to Battle (2017) e Perhaps the Stars (2021).

## Sinopse
Ambientado no ano de 2454, Seven Surrenders é a segunda metade de um livro de memórias fictício escrito pelo narrador confesso e não confiável Mycroft Canner, um criminoso infame e em liberdade condicional que tenta proteger e esconder uma criança com o poder de tornar o irreal real, enquanto se desenrolam eventos cataclísmicos de uma guerra total.
No segundo volume da tetralogia Terra Ignota são descritos os três dias finais da história dos "sete dias de transformação" de Mycroft, entre 27 e 29 de março de 2454, revelando que o que começou como um crime menor, era na realidade um plano de vingança elaborado há trinta anos, ameaçando desvendar o sistema global de governo: a era dourada de séculos de paz havia sido sustentada por assassinatos sancionados para o que era considera o "bem" de muitos, criando agora duas facções.

## Recepção
Liz Bourke, do Tor.com, escreveu que é "divertidamente barroco, vividamente caracterizado e possuidor de um vivo senso de humor", embora tenha criticado a sua densidade. Kirkus Reviews descreveu a obra como "Alimento rico para reflexão; talvez não totalmente digerível.". A Publishers Weekly elogiou o volume como "multifacetado e envolvente", mas complicado.

## Prêmios
Seven Surrenders foi finalista do Prêmio Locus 2018 de Melhor Romance de Ficção Científica.